# Комитеты общественной безопасности
Комитеты общественной безопасности — местные революционные органы власти в России, создававшиеся во время Февральской революции 1917 года.

## Названия
Местные революционные комитеты, создававшиеся во время Февральской революции могли иметь различные названия в зависимости от региона: комитет общественной безопасности (Екатеринбург, Челябинск), комитет общественных организаций (Иркутск), общественный комитет (Симферополь), комитет народной власти (Самара).

## Состав
В создававшихся комитетах участвовали:
- представители местного самоуправления: городских дум и земств,
- общественных организаций, Военно-промышленных комитетов, Земгора
- профессиональных и рабочих организаций.